# باشگاه فوتبال کپه‌داغ عشق‌آباد
باشگاه فوتبال کپه‌داغ عشق‌آباد (ترکمنی: Köpetdag futbol kluby) یک باشگاه فوتبال در شهر عشق‌آباد ترکمنستان بود. این باشگاه در لیگ عالی ترکمنستان بازی می‌کرد. این باشگاه در سال ۱۹۴۷ تأسیس شد. در سال ۲۰۰۸ به دلیل بحران مالی منحل شد. این باشگاه در سال ۲۰۱۵ توسط وزارت کشور ترکمنستان، بار دیگر تشکیل شد.